# Luca Tosi
Luca Tosi (Rimini, 4 novembre 1992) è un calciatore sammarinese, centrocampista del Verucchio.

## Carriera
Nato a Rimini e residente a San Marino, a otto anni entra nella scuola calcio della Tour Service Sammarinese.

### Club
Esordisce con la Virtus San Mauro A Mare, società sportiva con sede a Rimini, nella Promozione emiliana.
Tuttavia a causa della retrocessione in Prima Categoria che comportò il fallimento della società, Tosi dovrette cercarsi un'altra squadra.
Nel 2011 firma un contratto con il S.Ermete Sanvitese, militante in Promozione.
Nel 2014 passa alla Virtus.
Nel 2016 si trasferisce alla Folgore.
Esordice nel campionato sammarinese nel match d'esordio, arrivando al termine della stagione con 5 presenze.
Nel 2023 si trasferisce al Verucchio militante nel gruppo D nella Promozione emiliana.
La prima presenza con la maglia degli emiliani arriva il 3 settembre 2023 nella sfida esterna contro il Bellariva Virtus.
La prima rete invece la trova alla quarta giornata nel pareggio per 2-2 contro il Cattolica.

### Nazionale
Dopo la trafila con l'Under-21, l'8 giugno 2014 esordisce con la nazionale sammarinese nell'amichevole contro l'Albania, terminata 3-0 in favore degli albanesi.
Nel 2020 disputa la sua ultima partita con la nazionale sammarinese.